# Händel-Piedmont-Gletscher
Der Händel-Piedmont-Gletscher ist ein großer Vorlandgletscher an der westzentralen Küste der westantarktischen Alexander-I.-Insel. Er liegt nördlich und westlich der Colbert Mountains zwischen dem Haydn Inlet und dem Schubert Inlet.
Erstmals gesichtet wurde er bei einem Überflug während der United States Antarctic Service Expedition (1939–1941) im Jahr 1940. Die erste Kartierung nahm der britische Geograph Derek Searle vom Falkland Islands Dependencies Survey im Jahr 1960 anhand von Luftaufnahmen der Ronne Antarctic Research Expedition (1947–1948) vor. Das UK Antarctic Place-Names Committee benannte ihn 1961 nach dem deutsch-britischen Komponisten Georg Friedrich Händel (1685–1759).